# Paul Stich

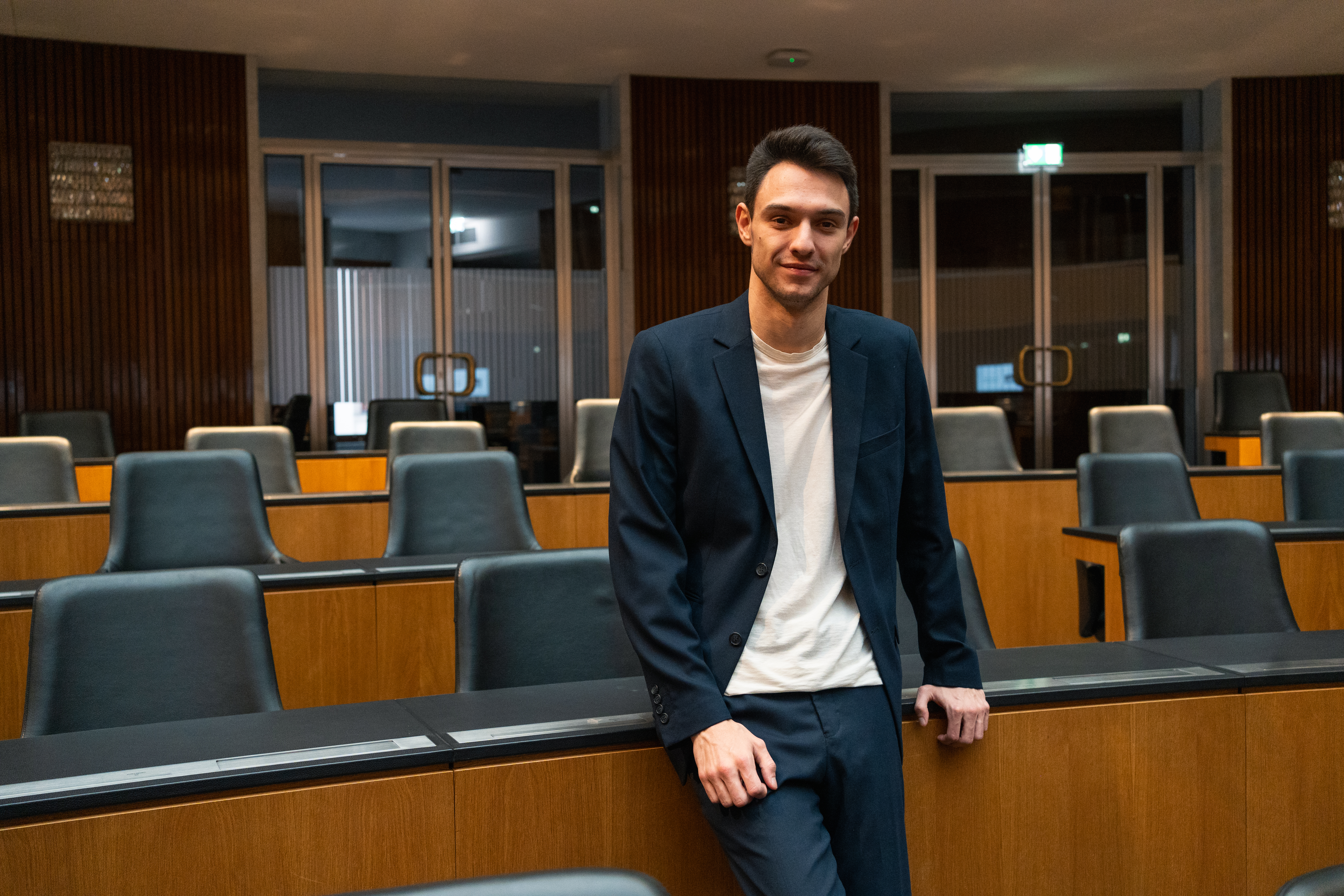
Paul Stich im Block der SPÖ im Nationalrat.

Paul Stich (* 23. Februar 1998) ist ein österreichischer Politiker (SPÖ). Zwischen Februar 2020 und Februar 2025 war er Vorsitzender der Sozialistischen Jugend Österreich (SJÖ). Seit 2024 ist er Abgeordneter im Nationalrat.

## Leben
Paul Stich wuchs im 21. Wiener Gemeindebezirk Floridsdorf auf. Er besuchte das Schulschiff (Bertha-von-Suttner-Gymnasium). Nach dem Abschluss arbeitete er als Museumsführer im Waschsalon des Karl-Marx-Hofes. Weiters arbeitete er beim SOS-Kinderdorf. Er hatte auch eine Stelle im Bundesbüro der SJ.
Ab 2017 folgte ein Bachelorstudium von Deutsch und Geschichte auf Lehramt an der Universität Wien, welches er 2023 als "Bachelor of Arts" abschloss und seitdem im Master fortsetzt.

## Politische Laufbahn
Im Alter von 17 Jahren trat Paul Stich der SJ bei. In verschiedenen Interviews gab er an, dass der Grund für seinen Beitritt die Flüchtlingskrise 2015 war. Er arbeitete sich schnell von der Bezirksebene zur Bundesebene vor. Julia Herr holte ihn ins Bundesbüro. Als Julia Herr in den Nationalrat einzog, verzichtete sie auf eine nochmalige Kandidatur. Das machte den Weg für Paul Stich frei. Am 39. Verbandstag der SJ am 22. Februar 2020 wurde er mit 87,64 Prozent der Stimmen gewählt. Es gab keinen Gegenkandidaten. Auf dem 39. Verbandstag der SJ wurde er 2022 mit 84,39 Prozent und schließlich am 40. Verbandstag am 17. Februar 2024 mit 85,54 Prozent für eine weitere Amtszeit gewählt. Bei der Wiener Gemeinderatswahl 2020 kandidierte Stich für die SPÖ Floridsdorf und war anschließend der Jugendbezirksrat von Floridsdorf. Paul Stich kandidierte bei der EU-Wahl 2024 für die SPÖ auf dem Listenplatz 42. Stich kandidierte bei der Nationalratswahl 2024 auf Listenplatz 9 der Bundesliste. Er schaffte den Einzug und wurde am 24. Oktober 2024 als Nationalratsabgeordneter in der XXVIII. Gesetzgebungsperiode angelobt und ist somit der jüngste aktive SPÖ Abgeordnete im österreichischen Nationalrat. Am 22. Februar 2025 folgte ihm Larissa Zivkovic als Vorsitzende der Sozialistischen Jugend.

## Politische Positionen

### Wirtschaft und Gesellschaft
Vor allem aufgrund seiner harten Positionierung im Bereich Umverteilung ist Stich dem linken Parteiflügel der SPÖ zuzurechnen. Nach seiner Wahl sprach er sich für eine radikale Neugestaltung des Steuersystems in Österreich aus. Stich fordert unter anderem eine Vermögenssteuer von bis zu 80 Prozent für Milliardäre. Stich spricht in diesem Zusammenhang davon, den arbeitenden Menschen ihren Anteil am gesellschaftlichen Wohlstand zurückgeben zu wollen.

### Staatsbürgerschaft und Integration
Stich setzt sich dafür ein, dass in Österreich geborene Kinder automatisch die österreichische Staatsbürgerschaft erhalten. Auf Bestreben der Sozialistischen Jugend gelang es unter seiner Amtszeit auch, einen Positionswechsel innerhalb der SPÖ zu erwirken. Stich sieht darin eine demokratiepolitische Notwendigkeit und einen Baustein für gelungene Integration. Ein modernes Staatsbürgerschaftsrecht würde auch die Arbeit von radikal religiösen Vereinen oder Politikern wie dem türkischen Präsidenten Erdogan erschweren.

### Bildung
Stich betont die Notwendigkeit einer großflächigen Umgestaltung des Bildungssystems. So setzt er sich in diesem Zusammenhang unter anderem für die Abschaffung der bestehenden Matura und deren Ersetzung durch Projektarbeiten ein. Beim Bundesparteitag 2021 gelang es, diese Position auch innerhalb der SPÖ zu verankern.

### SPÖ-Mitgliederbefragung 2023
In der Kronen Zeitung gab SJ-Vorsitzender Paul Stich eine entsprechende Wahlempfehlung für Andreas Babler ab. Stellvertretend für die rote Parteijugend gab er bekannt, im Traiskirchner Bürgermeister das größte Potenzial für eine „Aufbruchsstimmung innerhalb der Partei“ und Mehrheiten zugunsten der SPÖ zu sehen.

## Kontroversen
Für eine Kontroverse sorgte Stich, als er im Frühjahr 2020 angab, SPÖ-Chefin Pamela Rendi-Wagner bei der Vertrauensfrage im Zuge einer SPÖ-Mitgliederbefragung nicht zu unterstützen. Stich begründete diesen Schritt damit, dass nach dem schlechten Wahlergebnis bei den Nationalratswahlen 2019 ein ganzheitlicher Neustart der Partei und nicht bloß ein Scheinvotum über die Parteispitze notwendig sei.
Darüber hinaus gilt Stich als Gegner der Großen Koalition, also einer Zusammenarbeit der SPÖ mit der ÖVP auf Bundesebene. Stich argumentiert in diesem Zusammenhang, dass große notwendige Veränderungen, von einer Arbeitszeitverkürzung bis zur Millionärssteuer, nur mit neuen Mehrheiten ohne der ÖVP möglich seien.

## Sonstiges
Stich gilt als sportbegeistert und ist Fan des SK Rapid.